# Mystère à Saint-Tropez
Pour plus de détails, voir Fiche technique et Distribution.
Mystère à Saint-Tropez est une comédie franco-belge réalisée par Nicolas Benamou et sortie en 2021.

## Synopsis
Saint-Tropez, août 1970. L'inspecteur principal parisien Jean Boulin (Christian Clavier) du 36 quai des Orfèvres, véritable cataclysme ambulant, est envoyé chez le célèbre milliardaire belge Claude Tranchant (Benoît Poelvoorde) pour enquêter sur une tentative de meurtre visant sa femme. Dans la somptueuse villa où est réuni pour les vacances le fleuron du show-business, l’inspecteur enchaîne les gaffes, à la recherche du coupable,.

## Fiche technique
Sauf indication contraire, les informations mentionnées dans cette section peuvent être confirmées par la base de données cinématographiques Allociné,  présente dans la section « Liens externes ».
- Titre original : Mystère à Saint-Tropez
- Titre de travail : Do you do you Saint-Tropez
- Réalisation : Nicolas Benamou
- Scénario : Jean-François Halin, Christian Clavier et Jean-Marie Poiré
- Décors : Maamar Ech-Cheikh
- Costumes : Fabienne Katany
- Photographie : Philippe Guilbert
- Son : Grégory Lanoy, Paul Heymans et Julien Perez
- Montage : Élodie Codaccioni
- Musique : Maxime Desprez et Michaël Tordjman
- Production : Olivier Delbosc et Christian Clavier
- Sociétés de production : Curiosa Films, Studiocanal  et Ouille Productions ; coproduit par Studiocanal, France 2 Cinéma, Umédia
- Société de distribution : Studiocanal
- Pays d'origine :  France
- Langue originale : français
- Budget : 13,5 millions d'euros[3]
- Genre : comédie policière
- Durée : 90 minutes
- Date de sortie :
  - France : 14 juillet 2021

## Distribution
- Christian Clavier : inspecteur principal Jean Boulin
- Benoît Poelvoorde : le baron Claude Tranchant
- Thierry Lhermitte : Yves Lamarque
- Jérôme Commandeur : Cyril, le chef cuisinier
- Rossy de Palma : Carmen
- Virginie Hocq : la baronne Éliane Tranchant
- Vincent Desagnat : Andreas Kalamannis
- Nicolas Briançon : Jacques Aziza
- Gérard Depardieu : directeur général de la P.J. Maurice Lefranc
- Elisa Bachir Bey : Laura
- Chloé Lambert : Francine Aziza
- Gauthier Battoue : Ben
- Camille Claris : Peggy
- Gil Alma : Gabriel
- Philypa Phoenix : Angela[4]
- Olivier Claverie : Pierre, le médecin
- Jean Dell : Castelli, le garagiste
- Philippe Dusseau : Jacques Chirac
- Yves Lecoq : Jacques Chirac (voix), Alain Delon (voix)[réf. nécessaire]

## Production

### Genèse et développement
Le projet avait filtré dès la fin de l'année 2018, quand le réalisateur Jean-Marie Poiré l'avait évoqué dans la presse : « Je suis en train d'écrire un nouveau film et j'aimerais bien qu'il se fasse, confiait-il alors à BFM TV. C'est une comédie avec Christian Clavier. On écrit avec Jean-François Halin. Ce sera un polar. Je pense qu'il va être drôle. En parlant avec Christian, je lui ai dit qu'il n'avait jamais joué de flic. On va pouvoir découvrir, j'espère, Christian Clavier en flic ! »
Le film s'est d'abord intitulé Do you do you Saint-Tropez, en hommage au Gendarme de Saint-Tropez (1964), bien que la fameuse chanson du générique du film avec Louis de Funès ait eu pour titre Douliou-douliou Saint-Tropez.

### Tournage
Le tournage se déroule dans la province belge du Brabant wallon (en périphérie de Bruxelles) et dans le golfe de Saint-Tropez (Saint-Tropez, Cavalaire-sur-Mer, Ramatuelle, Gassin),.
Deux spitz allemands, Plume et Lily, participent au tournage, sous la direction du dresseur animalier belge Gaëtan Doppagne, qui a participé à plus de 200 films.

## Accueil
L’accueil du film est négatif, certains regrettant le manque de soin apporté à la réalisation et l’humour quelque peu décalé.
Selon Ouest-France, le film, « descendu presque unanimement par la presse française », n'a attiré que 140 000 spectateurs en salles, ce qui, avec un budget de 13,5 millions d’euros, correspondrait à un « bide complet »,.

## Autour du film
- Les vignettes automobiles apparaissant sur le pare-brise des véhicules sont totalement fantaisistes et anachroniques, la première vignette datant de 1973, ce qui dénote une singulière indigence dans la réalisation.